# Salzwedeler Dumme
Die Salzwedeler Dumme ist ein  linker bzw. westlicher Nebenfluss der Jeetze (auch: Jeetzel) in Sachsen-Anhalt (Deutschland).

## Name
Der Flussname „Dumme“, erstmals 1343 als de dummen erwähnt, ist germanischen Ursprungs. Möglicherweise leitet sich der Name vom
altniederdeutschen dumba ‚Staub(wolke)‘ oder dumma ‚Nebeldecke‘ ab. Als am wahrscheinlichsten gilt aber die Herleitung aus dem ebenfalls altniederdeutschen dumb bzw. althochdeutsch tumb ‚stumm‘. Der Name weist somit auf die langsame Fließgeschwindigkeit des Gewässers hin.

## Verlauf
Die Salzwedeler Dumme entspringt wenige Kilometer östlich der Grenze zum Nachbarbundesland Niedersachsen in der Altmark zwischen Neuekrug und Höddelsen und fließt relativ geradlinig nach Ostnordost Richtung Dähre. Bei Siedendolsleben mündet von links, also von Westen, der Grabower Graben und die Dumme wendet sich nach Osten. Nördlich von Wallstawe nimmt sie den von rechts kommenden Kalten Graben und die Beeke auf und strömt weiter nach Nordosten. Bei Tylsen wird ein Teil des Wassers Richtung Norden in die Alte Dumme abgeschlagen. Im Stadtgebiet von  Salzwedel wendet sich der Fluss nach Osten und knickt in der Kernstadt nach Norden ab und mündet in der Neustadt in die von Süden kommende Jeetze.

## Wasserscheide Elbe–Weser
Das Quellgebiet liegt auf der Wasserscheide zwischen Elbe und Weser: Die nur einen halben Kilometer weiter westlich entspringende Ise ist ein Nebenfluss der Aller und gehört zum Flussgebiet der Weser.